# Mikael Odenberg
Mikael Ingemarsson Odenberg (ur. 14 grudnia 1953 w Sztokholmie) – szwedzki polityk, działacz Umiarkowanej Partii Koalicyjnej, poseł do Riksdagu, w latach 2006–2007 minister obrony. Brat Christiny Odenberg.

## Życiorys
Odbył służbę wojskową w oddziałach obrony wybrzeża, przechodząc w 1976 do rezerwy w stopniu majora. Studiował ekonomię na Uniwersytecie w Sztokholmie (1975–1976) oraz w Wyższej Szkole Handlowej w Sztokholmie (1976–1978). Ukończył również kurs zarządzania w stołecznej uczelni wojskowej Försvarshögskolan (1994).
Zaangażował się w działalność polityczną w ramach Umiarkowanej Partii Koalicyjnej. W 1978 był sekretarzem MUF, organizacji młodzieżowej tego ugrupowania. W latach 1979–1985 pracował w urzędzie miejskim w Sztokholmie, był też sekretarzem frakcji radnych swojej partii. Później do 2004 prowadził własną działalność gospodarczą.
W 1987 i 1990 jako zastępca poselski zasiadał w Riksdagu. W 1991 uzyskał mandat poselski, utrzymywał go w 1994, 1998, 2002 i 2006. W październiku 2006 wszedł w skład rządu Fredrika Reinfeldta jako minister obrony. Podał się do dymisji we wrześniu 2007 w związku z planowanymi oszczędnościami w budżecie jego resortu.
W marcu 2008 objął stanowisko dyrektora generalnego państwowego operatora systemu przesyłowego Svenska kraftnät, zajmował je do 2017.